# Felônio

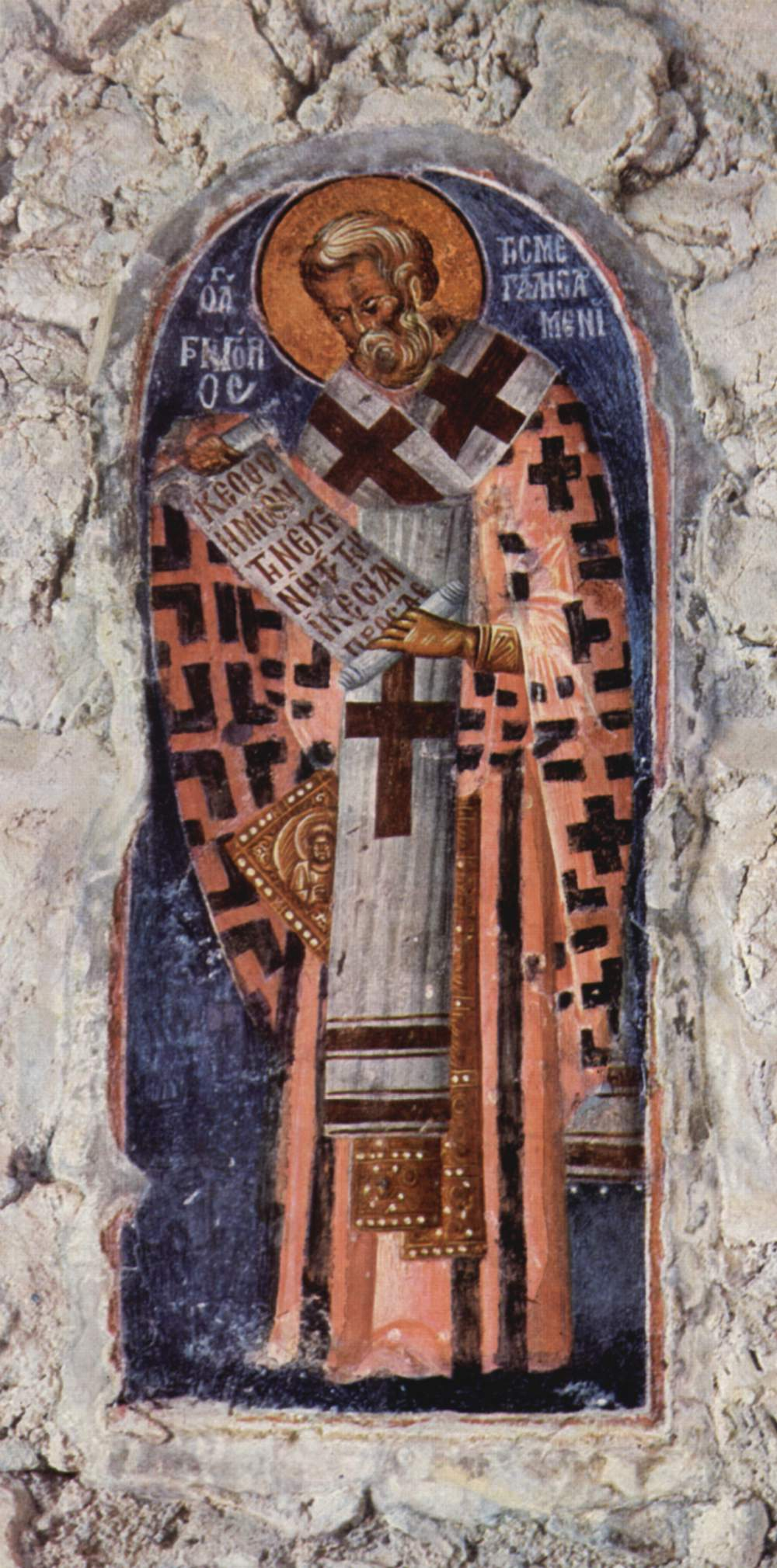
Ícone de São Gregório vestindo o felônio usado por bispos, chamado polystavrion (Século XIV fresco, Mistra).

Felônio, (em grego:  φαιλόνιον, plural φαιλόνια, phaelónia do Novo Testamento em grego phelones, em latim: paenula) é uma veste litúrgica usada por padres do rito oriental, análoga à casula do rito latino.
Assim como a casula, o felônio era originalmente uma espécie de poncho, uma vestimenta redonda com um buraco no meio através do qual se passava a cabeça, e caía até os pés por todos os lados. Na forma atual (que data de aproximadamente o século XV) a frente é em grande parte cortada, da cintura para baixo, para facilitar os movimentos das mãos do sacerdote. Na Rússia, a frente longa, porém, era comum até tempos bem recentes. O uso do felônio não é limitado à Divina Liturgia mas é especificado para qualquer função litúrgica maior.
Há dois estilos principais de felônios. Felônios do estilo bizantino, ou grego, são desenhados para cair sobre os ombros, enquanto os felônios russos (em russo:  Фелонь, phelon) possuem um colar alto e rígido que cobre a nuca. Há também um felônio mais curto (em russo:  Фелончик, felonchik) usado pelo leitor durante sua tonsura. Este felônio menor é usado também por coroinhas nas igrejas dos crentes antigos. O estilo grego é, por assim dizer, usado por aqueles histórica e geograficamente mais próximos ao Patriarcado de Constantinopla, o que inclui a maior parte dos cristãos ortodoxos bizantinas no Oriente Médio, Grécia, Bálcãs, Romênia, Bulgária, assim como os greco-católicos e ortodoxos no oeste da Ucrânia. O estilo russo é usado pela Igreja Ortodoxa Russa e outras igrejas com laços históricos com ela, tais como a Igreja Ortodoxa Polaca, a Igreja Ortodoxa na América e a Igreja Ortodoxa Ucraniana. Há também uma versão usada por alguns ortodoxos ucranianos e búlgaros que parece um meio termo entre o modelo russo e o grego.
Um bispo que queira servir a Divina Liturgia como um padre (isto é, sem os ritos e orações especiais  da Divina Liturgia Hierárquica) iria por vezes vestir um felônio no lugar do saco, mas com um omofório à vota do pescoço. Originalmente, antes a introdução do saco, bispos vestiam um felônio idêntico ao dos padres, exceto por ser feito de tecidos de cala ou ser bordado com um padrão de muitas cruzes, chamado polistávrio (polystavrion; que em grego significa "muitas cruzes").
Nas Igrejas ortodoxas orientais, o felônio é abotoado apenas no pescoço, e, portanto, é mais aberto que a versão bizantina, lembrando uma pluvial ocidental. Também é chamado phanolion na Igreja Copta, paynā  na Igreja Assíria do Oriente, phayno na Igreja Ortodoxa Síria, šurdzar na Igreja Ortodoxa Armênia e kāppā na Igreja Ortodoxa Etíope. São usados tanto por bispos quanto por padres, enquanto saco não podem ser usados pelos últimos.

## Galeria

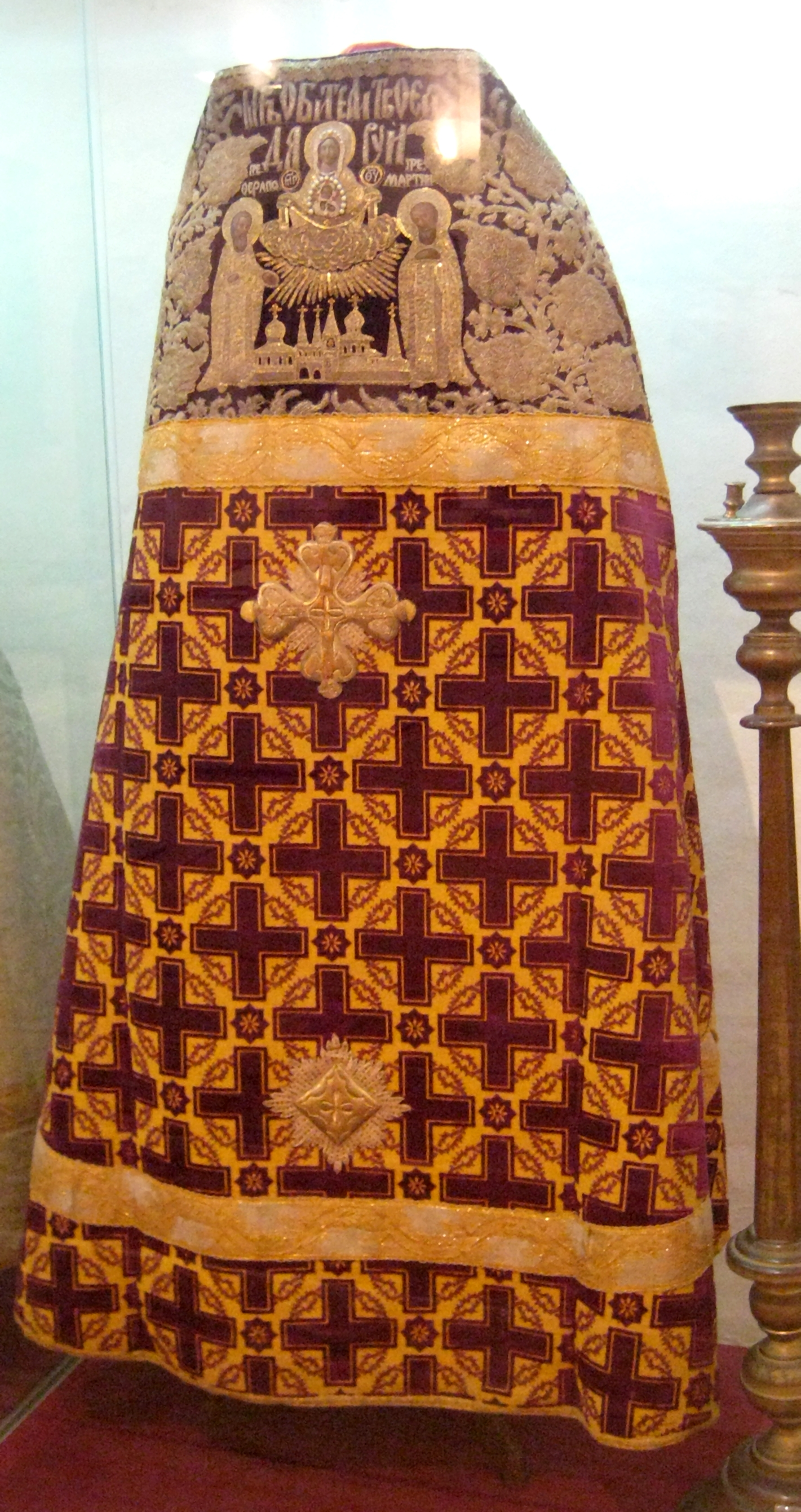
Felônio do início do século XX do Monastério de Ferapóntov
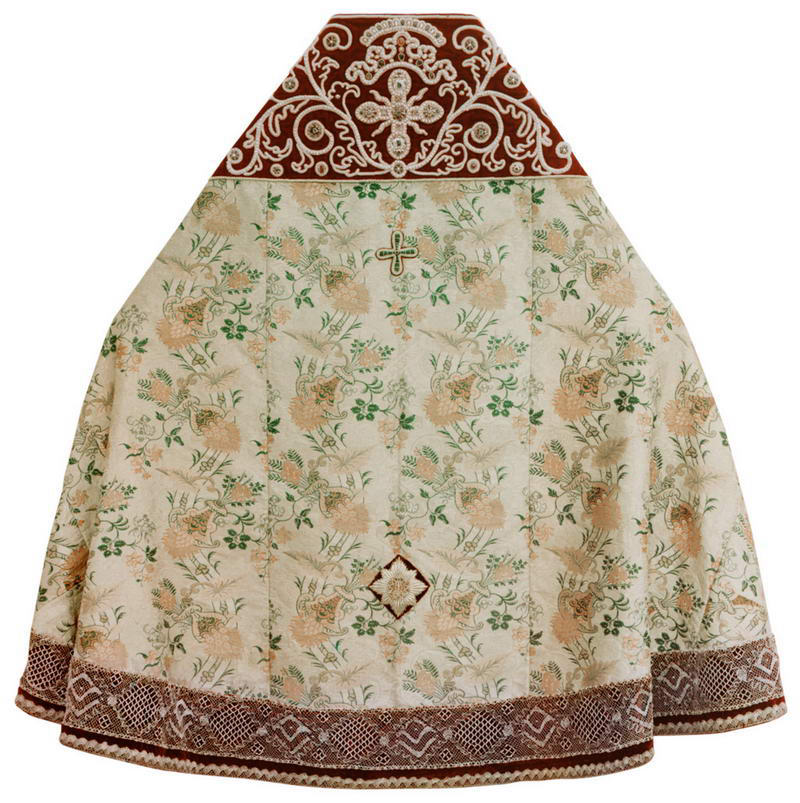
Felônio de 1911 fotografado por Sergei Prokudin-Gorski
Felônio de 1602, doação do czar Boris Godunov à Catedral do Arcanjo Miguel, MoscouFelônio de 1602, doação do czar Boris Godunov à Catedral do Arcanjo Miguel, Moscou
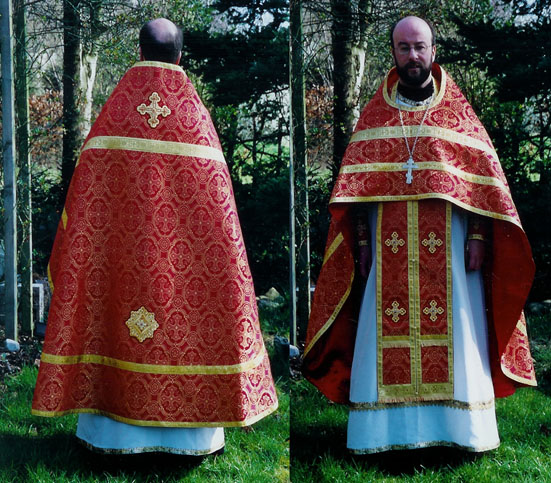
Frente e verso de felônio russo (usado pelo Padre Sergi Standhart da Igreja Ortodoxa Russa em Amsterdã)
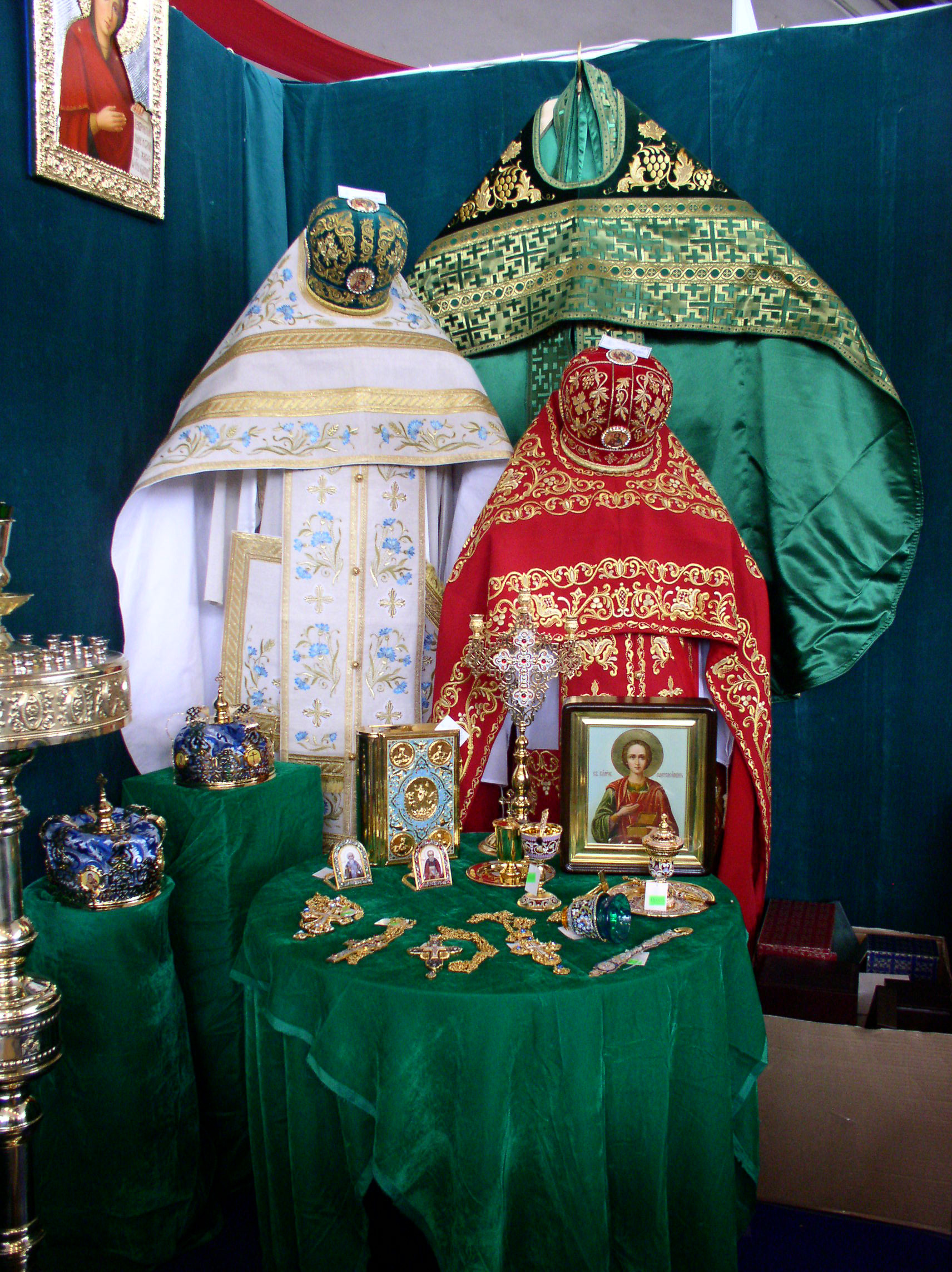
Uma exposição de vestimentas ortodoxas russas, incluindo três felônios
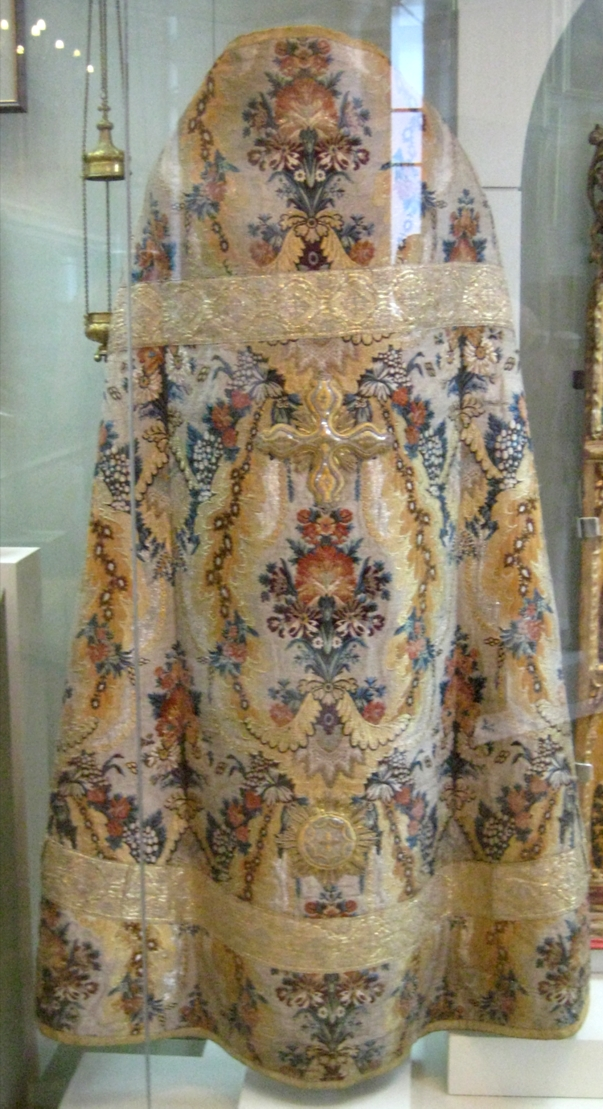
Felônio em Moscou
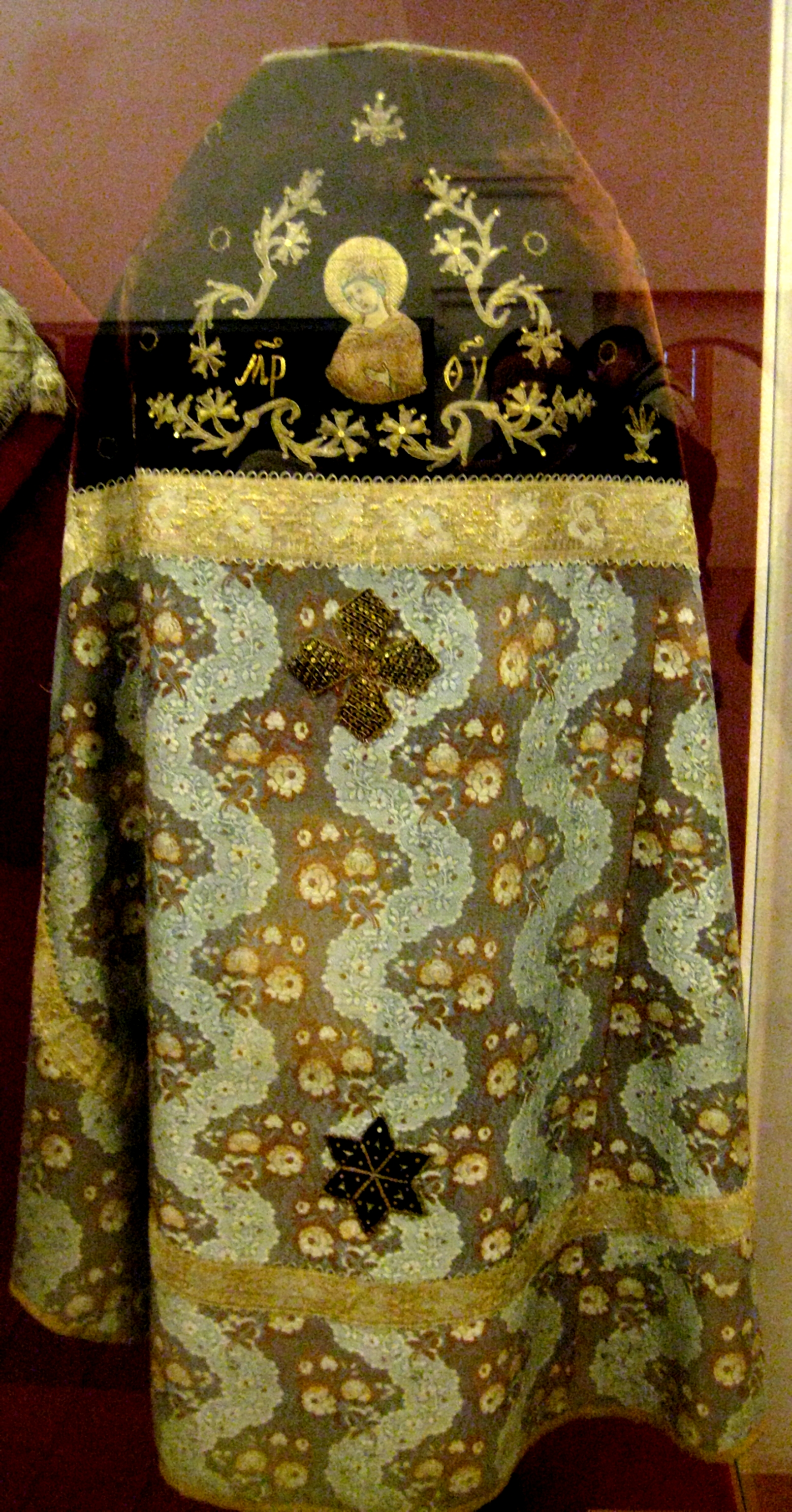
Felônio do século XIX com imagem da Virgem Maria
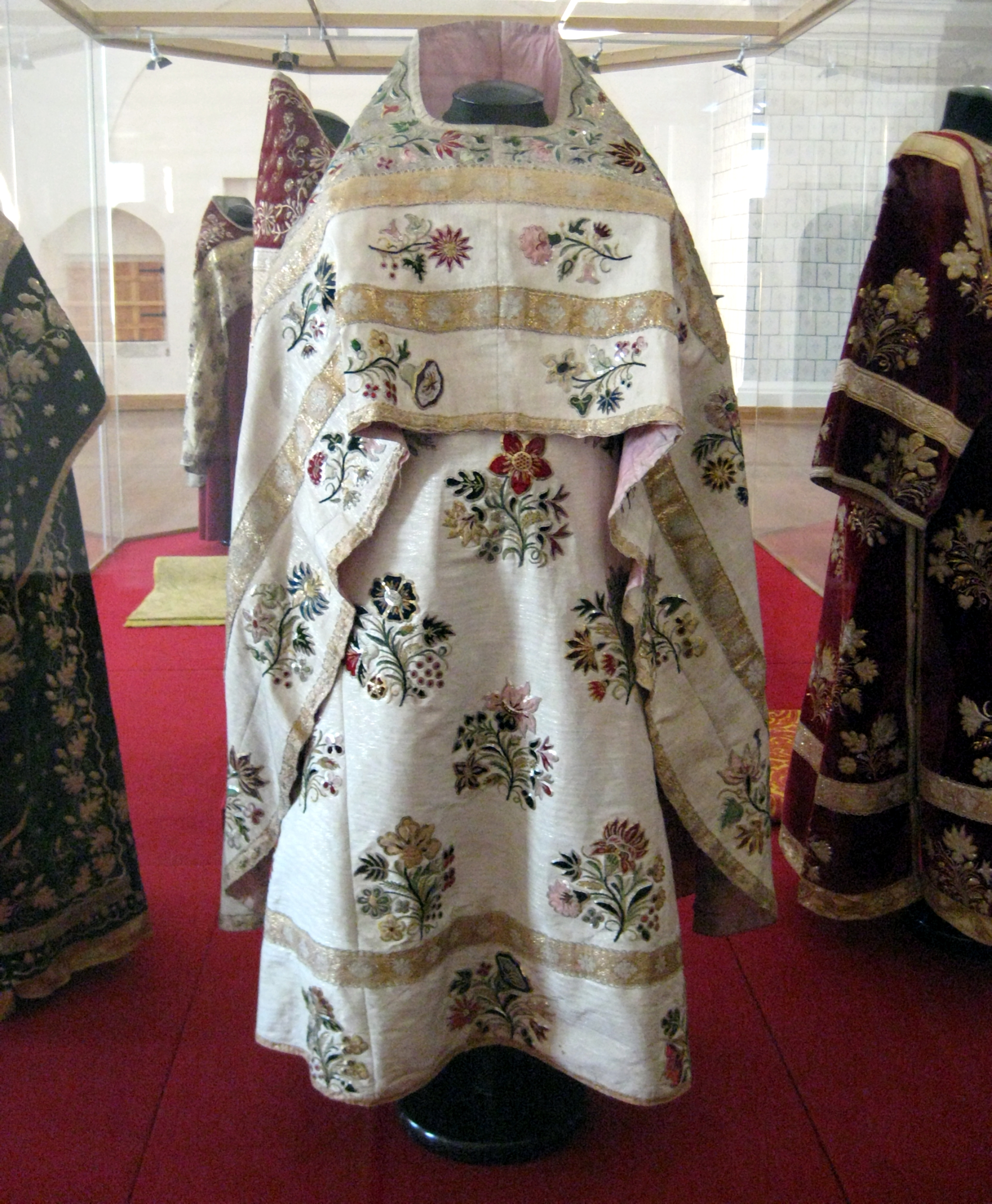
Felônio em exposição no Monastério de Kirillo-Belozerski